# 瓦尔特·拜尔

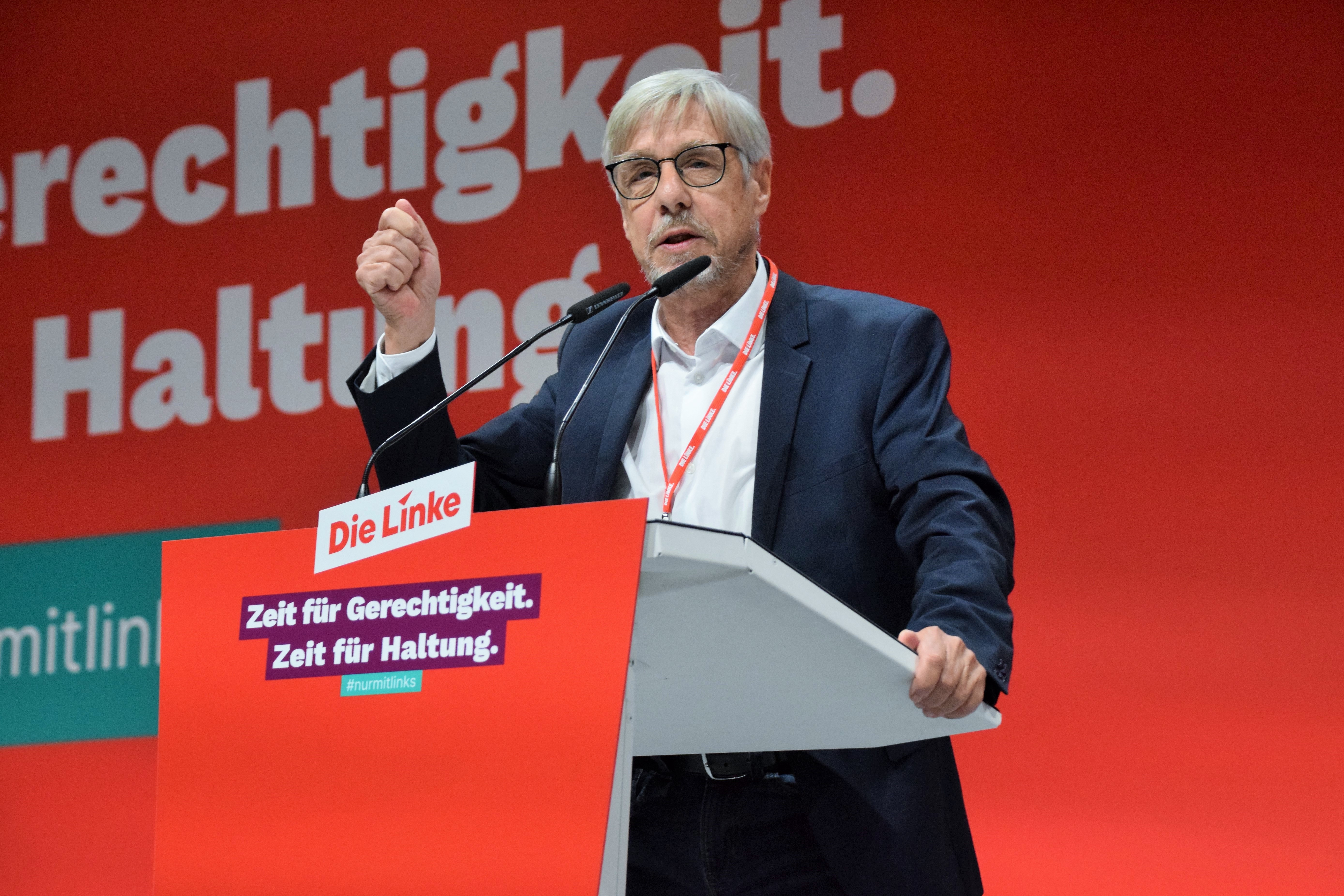
2023年，瓦尔特·拜尔在德国左翼党会议上讲话。

瓦尔特·拜尔（德語：Walter Baier；1954年—）是一位奥地利政治人物。他出生于维也纳，曾在维也纳大学学习经济学。他在1994年—2006年担任奥地利共产党主席。2022年12月起，他担任欧洲左翼党主席，并且是2024年欧洲议会选举中欧洲左翼党的首席候选人。